# دراغون بول زد: الآلي الخارق رقم 13
دراغون بول زد: الآلي الخارق رقم 13، بالانكليزية: (Dragon Ball Z: Super Android 13) هو الفيلم السابع لسلسلة دراغون بول صدر في العام 1992 في اليابان.

## ملخص الفيلم
يتحدث الفيلم عن الآليين 13و 14و 15 الذين كانوا مختبئين في مختبر الدكتور غيرو لكن هربوا وهاجموا غوكو والبقية، فقضى فيجيتا على 15، وترانكس على 14، وكاد غوكو أن يهزم الألي 13 لولا امتصاصه لبقايا 14 و15، فتحول إلى السوبر الآلي (سوبر شينزو) 13، وبعد عدة محاولات هزمه غوكو.

## روابط خارجية
- دراغون بول زد: الآلي الخارق رقم 13 على موقع IMDb (الإنجليزية)
- دراغون بول زد: الآلي الخارق رقم 13 على موقع روتن توميتوز (الإنجليزية)
- دراغون بول زد: الآلي الخارق رقم 13 على موقع نتفليكس (الإنجليزية)
- دراغون بول زد: الآلي الخارق رقم 13 على موقع ألو سيني (الفرنسية)
- دراغون بول زد: الآلي الخارق رقم 13 على موقع فيلمافينيتي (الإسبانية)
- دراغون بول زد: الآلي الخارق رقم 13 على موقع قاعدة بيانات الفيلم (الإنجليزية)
- دراغون بول زد: الآلي الخارق رقم 13 على موقع ليتربوكسد (الإنجليزية)
- دراغون بول زد: الآلي الخارق رقم 13 على موقع كينوبويسك (الروسية)
- دراغون بول زد: الآلي الخارق رقم 13 على موقع ANN anime (الإنجليزية)